# 19e armée (Union soviétique)
 (février 2018).
Si vous disposez d'ouvrages ou d'articles de référence ou si vous connaissez des sites web de qualité traitant du thème abordé ici, merci de compléter l'article en donnant les références utiles à sa vérifiabilité et en les liant à la section « Notes et références ».
Pour les articles homonymes, voir 19e armée.
La 19e armée est une unité de l'Armée rouge durant la Grande Guerre patriotique.

## Historique opérationnel
La 19e armée est créée en juin 1941 dans le district militaire du Caucase du Nord.
Elle est initialement constituée par les unités suivantes :
- 25e corps d'infanterie (dont les 127e, 134e et 162e divisions d'infanterie)
- 34e corps d'infanterie (dont les 129e, 158e et 171e divisions d'infanterie)
- 38e division d'infanterie
- 442e régiment d'artillerie
- 471e régiment d'artillerie

La 19e armée est transférée par chemin de fer à Smolensk. Le 2 juillet 1941, elle est rattachée au front de l'Est. Le 9 juillet, les premières unités combattaient en premières lignes vers Vitebsk. Au 16 juillet 1941 la Wehrmacht encercle la 16e armée, la 20e armée et la 19e armée. Le 14 juillet le quartier général de la 19e armée reçoit l'ordre de transférer ses troupes dans la 16e armée et de se rendre dans la région de Kardoumovo, puis à Iartsevo. La 19e armée tente d'échapper à l'encerclement près de Vadino. D'août à septembre 1941, la 19e armée participe à la bataille de Smolensk. 
En octobre 1941, l'armée est encerclée par des forces allemandes au sud-ouest de Ielnia. En octobre une partie de l'armée s'est frayé un chemin hors de l'encerclement jusqu'à la ligne de défense de Mojaïsk. Le commandant de l'armée Mikhaïl Loukine et le chef d'état-major général major Vassily Malychkine (en) sont devenus des prisonniers de guerre. Le lieutenant-général Ivan Boldine prend le commandement, mais l'armée est dissoute le 20 octobre 1941.
L'armée formée sur la base d'une directive du 20 novembre 1941 dans la réserve du haut commandement suprême. Le 27 mars 1942 l'armée est formée sur une base du groupe opérationnel de Kandalakcha sur le front de Volkhov et jusqu'en décembre 1944. En janvier 1945 elle est placée près de Grodno et Białystok.

## Commandants
- juin 1941 : lieutenant-général Ivan Koniev
- septembre 1941 : lieutenant-général Mikhail Fiodorovitch Loukine
- Octobre 1941 : lieutenant-général Ivan Vassilievitch Boldine
- novembre 1941 : Lieutenant Général Vassili Ivanovitch Kouznetsov
- Mars 1942 - Mai 1943 : général-major Ivan Konstantinovitch Morozov
- Mai 1943 - Mars 1945 : général-major Dmitri Timofeïevitch Kozlov